# Bankesia desplatsella
Bankesia desplatsella is een vlinder uit de familie van de zakjesdragers (Psychidae). De wetenschappelijke naam van deze soort is voor het eerst geldig gepubliceerd in 1999 door Jacques Nel.
De soort komt voor in Frankrijk en Italië.